# 오정명
오정명(吳貞明, 1921년 ~ 2008년 5월 26일)은 대한민국의 교육인, 전 학교법인인이다.
1921년에 평양에서 태어나 일본 도쿄도의 호리코시 고등학교 가정과를 졸업했다. 조영식과 결혼한 뒤, 그와 함께 교육계에서 활동하면서 1963년에는 재단법인 고황재단 이사장과 1965년에는 동양의과대학 행림학원(경희대학교 한의과대학의 전신) 이사장을 역임했다. 사단법인 서울오페라단 이사, 재단법인 국제밝은사회재단 이사, 학교법인 경희학원 이사 등으로 활동했다.
조영식과의 사이에 아들로 조정원, 조인원이 있으며, 딸은 조여원, 조미연이 있다.

## 같이 보기
- 조영식